# فحص الثدي الشخصي
فحص الثدي الذاتي Breast self-examination هو طريقة الفحص المُستخدَمة في محاولة الكشف عن سرطان الثدي وأمراض الثدي الأخرى في وقت مبكر. تتضمن الطريقة فحص المرأة لثدييها للكشف عن أي كتل ممكنة، أو تشوهات أو تورم. وقد اعتُبِر فحص الثدي الذاتي بشكل كبير وسيلة للكشف عن السرطان في مرحلة أكثر قابلية للشفاء، ولكن الدراسات العشوائية الكبيرة وجدت أنه لم يكن فعالًا في منع الوفاة، بل تسبب في أذى من خلال خزعات لا داعي لها، أو جراحات، وأيضًا القلق. لكن يظل ذو أهمية كبيرة.

## طريقة الفحص
يتم استخدام مجموعة متنوعة من الأساليب والأنماط في الاختبارات الذاتية للثدي. تشير معظم الطرق إلى أن المرأة تقف أمام مرآة مع البحث عن أي علامات مرئية لتغيُّر في جلد الثدي، أو تورم، أو احمرار في الثديين أو بالقرب منهما. وعادة ما يتكرر ذلك في عدة وضعيات، مثل وضع اليدين على الفخذين، وأيضًا رفع الذراعين أعلى الرأس.
ثم تقوم المرأة بالفحص باستخدام قاعدة أصابعها لتشعر بأي كتل (سواء سطحية أو عميقة في الأنسجة) أو وجع. هناك عدة أنماط مشتركة، والتي تم تصميمها لضمان التغطية الكاملة. يشمل نمط الشريط العمودي تحريك الأصابع صعودًا وهبوطًا على الثدي. يبدأ النمط الدائري في الحلمة ويتحرك إلى الخارج، مع تحريك الأصابع في دوائر متحدة المركز من الحلمة إلى الخارج. وتقترح بعض المبادئ التوجيهية تقسيم الثدي إلى أربعة أرباع عقليًا والتحقق من كل رباعي على حدة. تغطي عملية الملامسة الثدي بأكمله، بما في ذلك «الذيل الإبطي» لكل ثدي والذي يمتد نحو الإبط. وعادة ما يتم ذلك مرة أثناء الوقوف أمام المرآة ومرة أخرى أثناء الاستلقاء.
وفي النهاية، تضغط النساء اللواتي لا يرضعن بلطف على كل حلمة للتحقق من أي تفريغ. وكذلك يجب فحص منطقة الإبط للكشف عن أي نتوءات أو تضخم في العقد اللمفاوية.
تشير معظم الطرق إلى أن الفحص الذاتي في النساء قبل انقطاع الطمث يتم تنفيذه في نفس المرحلة من الدورة الشهرية للمرأة، لأن التقلبات الهرمونية العادية يمكن أن تسبب تغيرات في الثديين. والوقت الأكثر شيوعًا الموصى به هو فقط بعد نهاية الحيض، حيث يكون الثدي أقل عرضة للتورم والألم في هذا الوقت. بينما يمكن الفحص في أي وقت من الشهر في النساء بعد سن اليأس أو لديهن دورات غير منتظمة.
وإذا لاحظت المرأة أي تغير فيجب مراجعة الطبيب فورًا، وعموما يُنصح بالفحص لكل النساء بعد سن العشرين، وبشكل أكثر أهمية للنساء بعد سن اليأس.

## التوصيات
توصي منظمة الصحة العالمية وفرقة العمل الكندية المعنية بالرعاية الصحية الوقائية والعديد من المنظمات العلمية الأخرى بعدم استخدام الفحوص الذاتية للثدي. إلا أنه لا يوجد توافق في الآراء بين المنظمات المتعلقة بالفحص الذاتي للثدي إذ توصي كل من الكلية الأمريكية لأمراض النساء والتوليد، والجمعية الطبية الأمريكية بالفحص الذاتي للثدي شهريًا.
يذكر مركز جونز هوبكنز الطبي أنه يجب تشجيع النساء البالغات من جميع الأعمار على إجراء فحوص ذاتية للثدي مرة واحدة على الأقل في الشهر.
«يتم الكشف عن أربعين في المئة من تشخيص سرطان الثدي من قِبَل النساء الذين يشعرون بكتل أثناء الفحص، لذلك فإن إجراء فحص الثدي الذاتي مهم جدًا».
يمكن للتصوير الشعاعي للثدي الكشف عن السرطان قبل الشعور بأي كتل، بينما تساعد الاختبارات الذاتية للثدي المرأة أن تكون على دراية كيف يبدو ثدييها فتتمكن من سرعة ملاحظة التغيرات واستشارة الطبيب بها.

## التاريخ
بدأ النشطاء في تشجيع الفحص الذاتي للثدي في ثلاثينيات القرن الماضي لأن حثهم على عدم التأخير في التماس علاج الكتل المشتبه بها لم يؤثر على معدل الوفيات.
وفي الخمسينيات والستينيات من القرن العشرين، عُرِض على ملايين النساء الأمريكيات فيلم يعرض الفحص الذاتي للثدي، شارك في رعايته الجمعية الأمريكية للسرطان والمعهد الوطني للسرطان.
وفي السبعينات، وجد الباحثون انتشار قيام النساء بالفحص.

## وصلات خارجية
- بيان معهد السرطان الوطني في فحص الثدي